# أوسيب بيرنشتاين
أوسيب بيرنشتاين Ossip Samoilovich Bernstein (ولد في 20 سبتمبر 1882 – ومات في 30 نوفمبر 1962) كان لاعب شطرنج روسي فرنسي حمل لقب أستاذ كبير.
- ولد في جيتومير الروسية في أسرة يهودية، ونشأ في روسيا قبل الثورة البلشفية.
- حصل على الدكتوراه من جامعة هايدلبرغ في 1906 في القانون، وعمل محاميا مالياً.
- فاز ببطولة مدينة موسكو للشطرنج عام 1911.

## روابط خارجية
- أوسيب بيرنشتاين على موقع مباريات الشطرنج (الإنجليزية)
- أوسيب بيرنشتاين على موقع 365Chess.com (الإنجليزية)
- أوسيب بيرنشتاين على موقع Chesstempo.com (الإنجليزية)
- أوسيب بيرنشتاين سجل أولمبياد الشطرنج على موقع OlimpBase.org (الإنجليزية)